# Альмог (поселение)
Альмог (ивр. אַלְמוֹג‎) — кибуц и израильское поселение, расположенное неподалёку от Мёртвого моря, в 22 км от Иерусалима. Административно относится к региональному совету Мегилот-Ям-ха-Мелах. Входит в поселенческое движение Ха-тнуа ха-кибуцит.

## История
Основан Нахаль в 1977. С 1979 года — киббуц. Поселение было названо в честь Иехуды Кополевича Альмога, пионера из Третьей алии, который начал добывать поташ в районе Содома и сыграл значительную роль в становлении промышленности в окрестностях Мёртвого моря. В 1930-е годы Альмог стал одним из основателей близлежащего киббуца Бейт-ха-Арава.

## Население
По данным Центрального статистического бюро Израиля, население на начало 2020 года составляло 254 человека.

## Экономика
Туризм (спа, музей, посвящённый кумранским свиткам, гостевой дом), выращивание экспериментальных сельскохозяйственных культур на экспорт.